# Åsa Schagerström
Åsa Beatha Schagerström (tidigare Grennvall), född 1 januari 1973 i Gränna, Jönköpings län, är en svensk serieskapare. Hon har sedan 1999 givit ut tolv böcker och arbetar främst med vardagsrealism och självbiografiskt material. Serieromanen Sjunde våningen har översatts till engelska, finska, franska, italienska, grekiska och koreanska. Ett familjealbum har översatts till franska och koreanska. Deras ryggar luktade så gott och Jag håller tiden har även de översatts till koreanska.

## Biografi
Albumdebuten kom 1999 med Det känns som hundra år. Sedan dess har hon producerat ytterligare tolv böcker med antingen utgivna på Optimal Press, Ordfront/Galago eller sedan 2014 på Syster förlag.
Åsa Schagerström läste åren 1997–2002 på institutionen för konst på Konstfack i Stockholm. Hon är även verksam som textilkonstnär. 
Schagerström fick 2003 Seriefrämjandets "Urhunden"-pris för sitt album Sjunde våningen. Sjunde våningen finns översatt till finska, italienska, franska och koreanska. Den finska albumtiteln var Seitsemäs kerros (utgiven av Suomen Yrityslehdet 2003). Italiensk albumtitel blev 7° piano (förlag: Hop! 2014). Den koreanska utgåvan av Sjunde våningen fick 2015 pris för bästa översatta utländska seriealbum på Bucheon International Comic Festival och den italienska utgåvan blev utnämnd till ”bästa översatta europeiska seriebok” på Seriefestivalen Romics i Rom. 
I början av 00-talet publicerade hon serier i bl.a. Galago, Aftonbladet, Bang, Dagens Nyheter och Röd Press. Sedan 2005 har hon nästan uteslutande gjort serieromaner i bokform.
Schagerström har främst arbetat i den vardagsrealistiska och självbiografiska (och semi-självbiografiska) serietraditionen. Hon kallar inte sig själv för självbiografisk serieskapare. Hon hämtar däremot ofta berättelser från händelser ur sitt eget liv, men även från andra människors livsöden.
2014 startade hon och kollegan Sofia Olsson Syster förlag som de driver tillsammans med Björn Schagerström och Samuel Svensson.
Hon fick 2017 Seriefrämjandets "Urhunden"-pris för andra gången för boken Jag håller tiden. 
Urmodern som gavs ut av Syster förlag 2019 är en helt igenom broderad bok.